# Parectopa robiniella
Parectopa robiniella is een vlinder uit de familie mineermotten (Gracillariidae). De wetenschappelijke naam is voor het eerst geldig gepubliceerd in 1863 door Clemens.
De soort komt voor in Europa.